# Hans Holbein (festő, 1497–1543)
Ifjabb Hans Holbein (Augsburg, 1497 – London, 1543. november 29.) a német reneszánsz mesterek második generációjának tagja, a reformáció korának utolsó nagy festője.1519-ben Bázel városának és így a Régi Konföderációnak (a mai Svájcnak) polgára lett.

## Élete

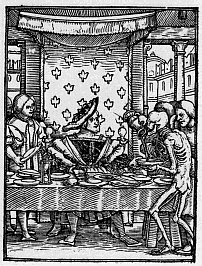
Részlet a Haláltánc-sorozatból (1524-26)

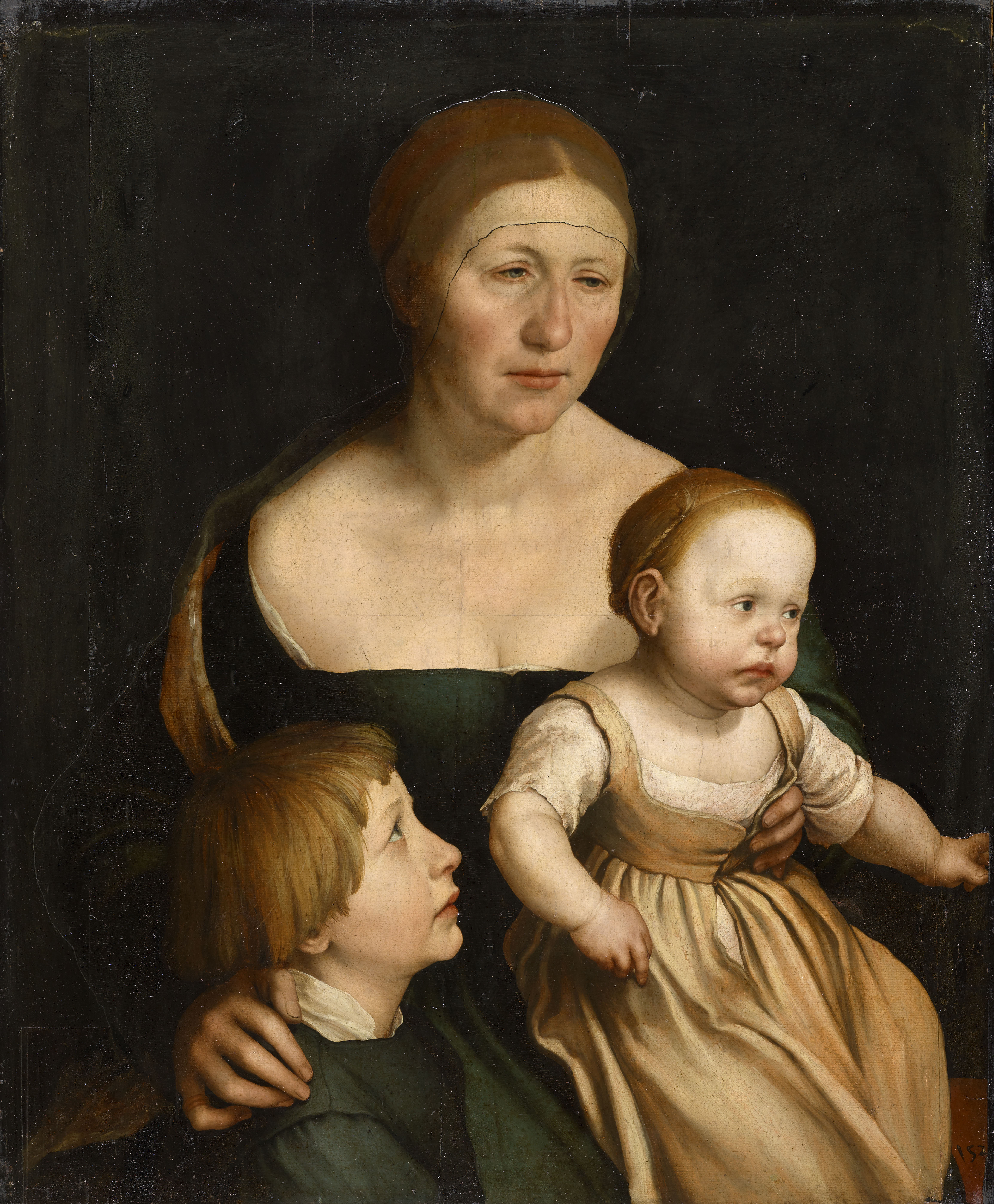
A művész családja (1528), Kunstmuseum, Bázel

Apja, idősebb Hans Holbein neves táblaképfestő volt, fia az ő festőműhelyében tanulta a mesterség alapjait, azt a magas fokú rajzkultúrát, amely művészetét jellemezte. Alig tizennyolc évesen elhagyta a szülői házat, és 1515 nyarán megérkezett Bázelba, ahol életének legnagyobb részét töltötte. A kisvárost a művészetek és tudományok otthonának nevezték, hiszen gazdag polgárai szívesen pártfogolták mindkettőt. Itt az első megbízásokat Holbein számára a nyomdák és könyvkiadók adták, ezáltal bontakozott ki művészetének egyik ága, a fametszetkészítés.
A nyomtatott könyvekben a kézifestésű miniatúrákat az olcsóbb fametszetű képekkel helyettesítették, ezért nagy szükség volt tehetséges illusztrátorokra, így fedezték fel Holbeint. Fontos munkatársa volt Hans Lützeburger, aki a rajzokat fadúcba véste. Nyolc évig, Lützeburger haláláig dolgoztak együtt, utána Holbein nem készített több illusztrációt. E korszak legfontosabb grafikai alkotása a Haláltánc-sorozat, amely arról tanúskodik, hogy Holbein éles szemmel és iróniával figyelte a kor visszásságait.
Ekkor már arcképfestőként is kibontakoztatta tehetségét. Első megbízatását Jakob Meyertől, Bázel polgármesterétől kapta még 1515-ben. A Meyer házaspár páros arcképe oly jól sikerült, hogy ezután egyre-másra kapta a megbízásokat a bázeli városi tanácstól is, a gazdag polgárok pedig házaik díszítését vagy oltárképek festését bízták rá. 1519-20-ban festette a Passió-oltárt, amelyet élete főművének tartanak, s amelyen egymás mellett találjuk a reneszánsz és a gótika sajátos jegyeit.
Bár csak néhány éve volt a kisváros lakója, számos barát és pártfogó támogatta, többek között Rotterdami Erasmus, aki akkor Bázelben lakott. Műveltsége, humanizmusa mély hatást tett a fiatal festőre, aki az évek folyamán több remekmívű arcképet készített Erasmusról.
1526-ban Jakob Meyer rendelésére festette egyik legszebb egyházi témájú alkotását, a Darmstadti Madonnát, amely egy érett reneszánsz remekmű. Nemcsak oltárkép, hanem családi csoportos portré is, hiszen a megrendelő és családja is szerepelnek rajta.

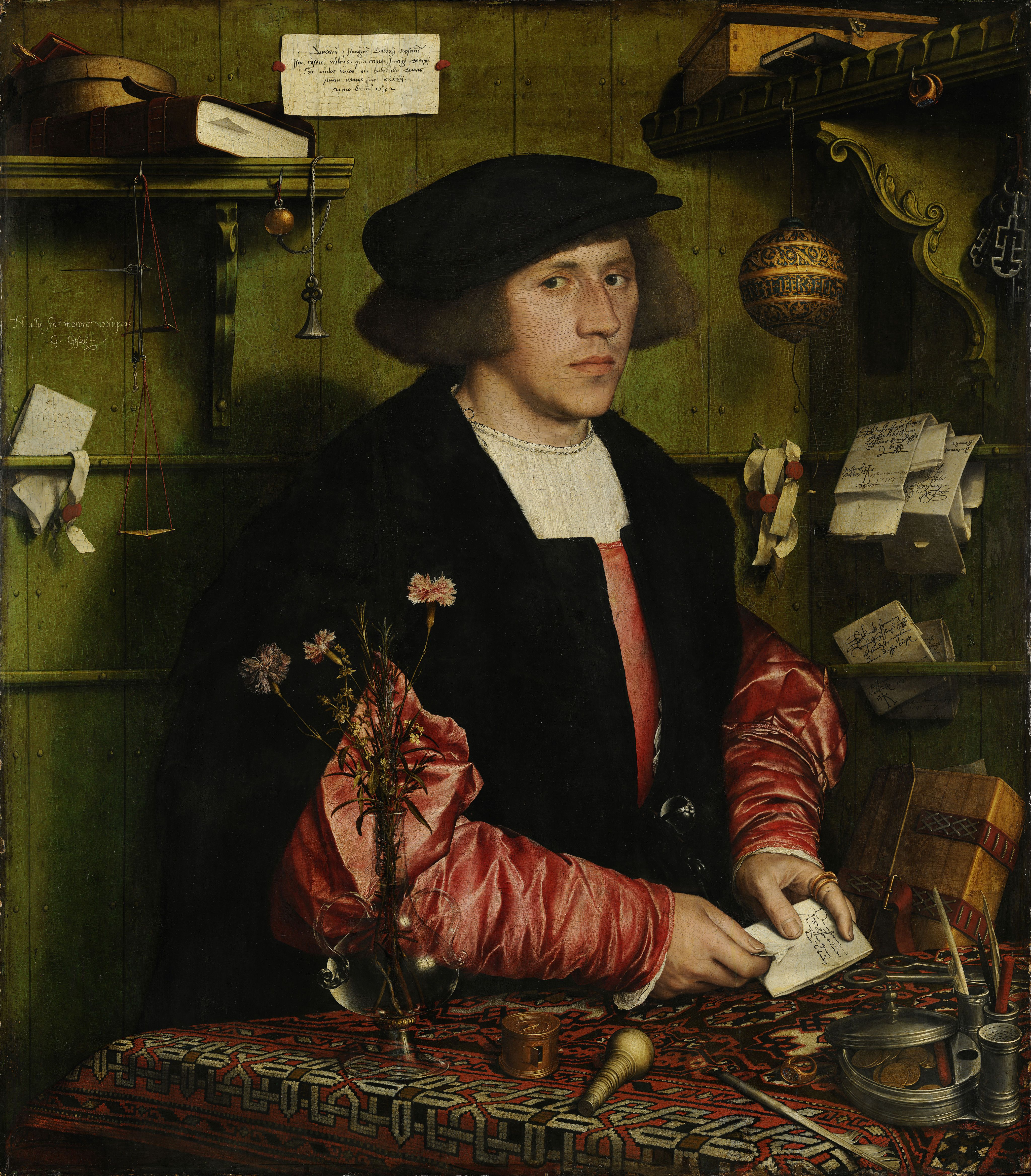
Georg Gisze kereskedő portréja (1532)

A város nyugodt életét 1524-ben a német parasztháború eseményei bolygatták fel. A menekülő seregek Svájcban is mozgolódást keltettek, és 1526-ban Bázel vezetőinek körében kitört a pánik. Holbein megrendelései elmaradtak, s ez arra ösztönözte, hogy egy időre hagyja el otthonát. Erasmustól ajánlólevelet kapott barátjához, Morus Tamáshoz, aki nemcsak mint házigazda fogadta a festőt, hanem mint bőkezű támogató is. Első megrendelése egy csoportos arcképre szólt, amely őt és családját örökítette meg. Addig a csoportos arckép műfaja ismeretlen volt. A kép valószínűleg a családot ért tragédia idején elveszett, de megmaradtak a tanulmányok és a vázlat.
Ezek után sorozatnyi arcképet festett a házigazda barátairól, az angol arisztokrácia tagjairól, tudósokról és gazdag polgárokról. Két esztendő múlva elégedetten tért haza Bázelba, de a legrosszabbkor. Sorozatosak voltak a megmozdulások, a tanács hű katolikus tagjait elkergették, s a város polgárai el akartak szakadni a római egyháztól. Holbein kevés barátját találta a városban, Erasmus is Freiburgba költözött. A festő gyakran meglátogatta, s ekkor készült a második portrésorozat. Megörökítette családját, feleségét, Elisabeth Binzenstockot két gyermekével. A műről a boldog elégedettség helyett a nyomasztó elhagyatottság sugárzik.

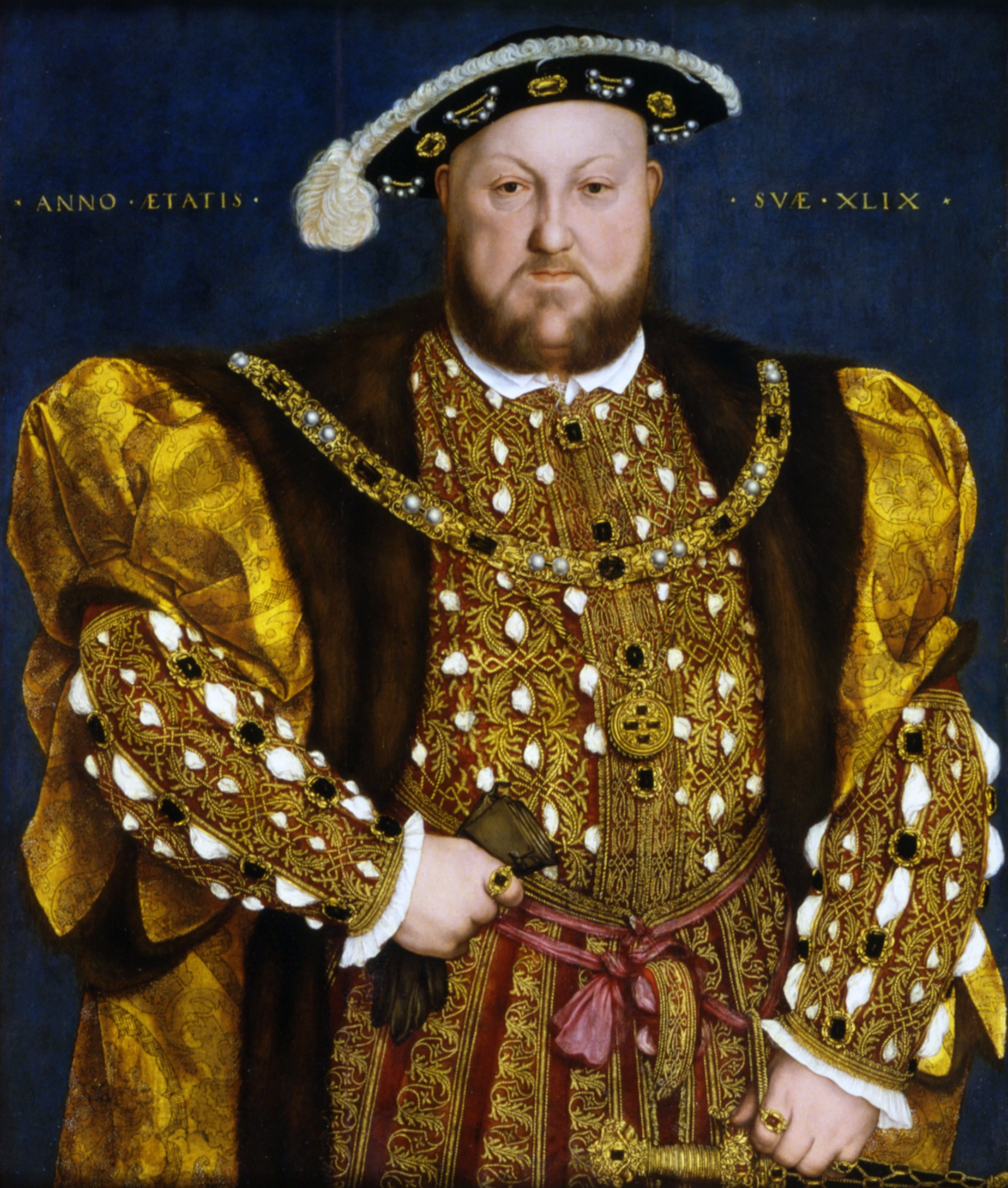
VIII. Henrik portréja (1540)

Bár újabb megbízást kapott az új városi tanácstól, 1531-ben úgy döntött, ismét Angliába utazik. A londoni Hanza-kereskedők adtak neki szállást és megbízásokat. Ekkor készült egyik legismertebb arcképe az ifjú Georg Gisze danzigi kereskedőről. A portré nem csak egy ember, hanem egy társadalmi réteg jellemvonásait ábrázolja páratlan tehetséggel. Ezek után egy sorozat arcképet festett a Hanza-kolónia tagjairól.
1533-ban a királyi fővadászmester rendelte meg nála arcképét, ennek az ismeretségnek köszönhető Holbein udvari szolgálata. Thomas Cromwellt 1534-ben örökítette meg, majd a következő esztendőben a király környezetébe került. VIII. Henrikről az első portrét 1536-ban festette, majd még három alkalommal készített róla festményt az első modellüléskor készült vázlatok alapján. Három arcképnek más és más feleség arcképe volt a párja.
Ezek után Holbein már szinte csak arisztokratákat örökített meg festményein. 1538-ban Brüsszelben járt, majd meglátogatta családját, akiket Bázelben hagyott. Ekkor látta őket utoljára. 1543-ban Angliában pestisjárvány tört ki, s Hans Holbein is az áldozatai között volt.

## Művészete

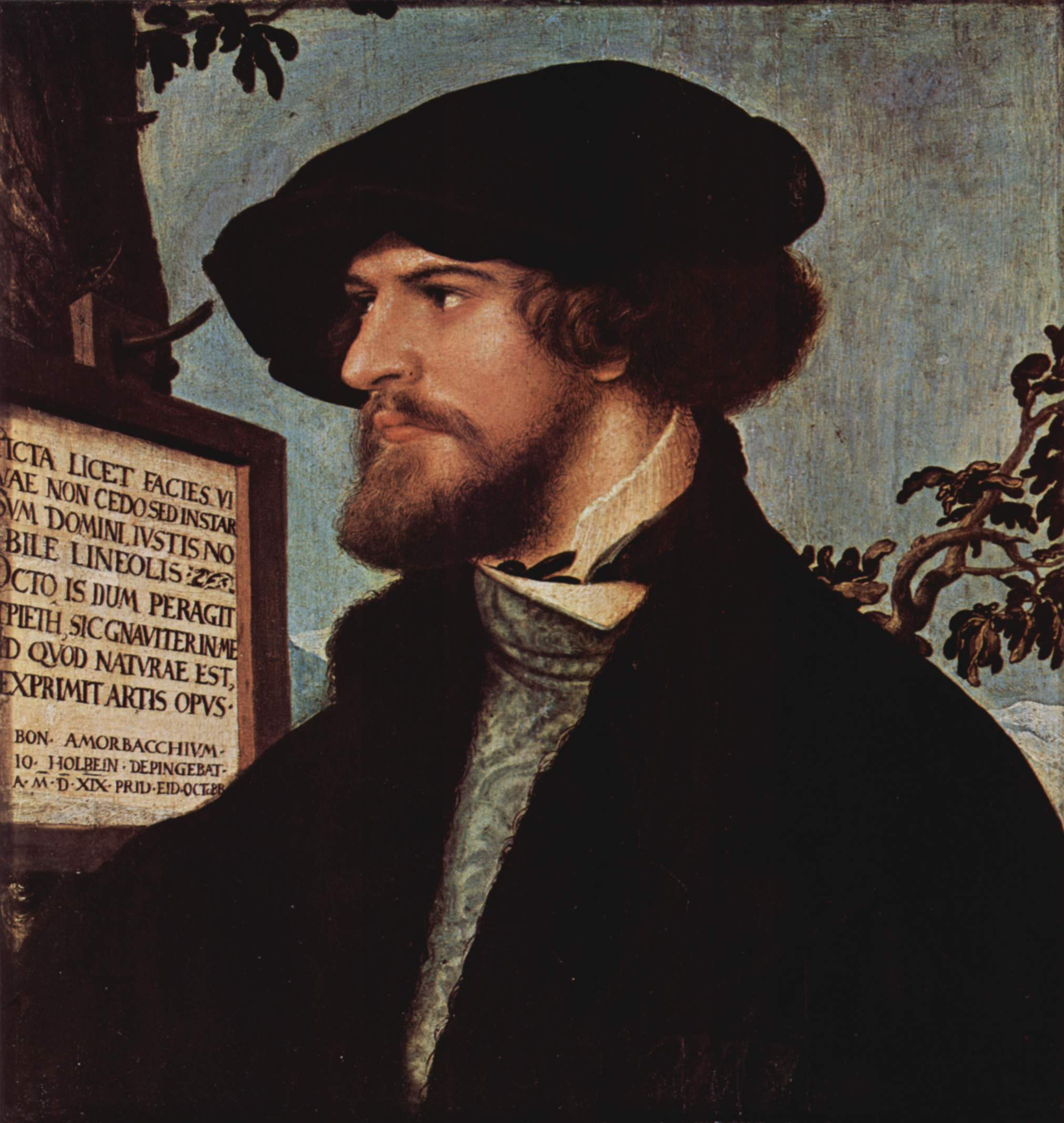
Bonifacius Amerbach arcképe (1519)

Bár mint arcképfestő vonult be a köztudatba, Holbein első széles körben ismert munkái könyvillusztrációi voltak. Készített illusztrációkat többek között a Luther Márton által lefordított német nyelvű Bibliához, de legismertebb műve a Haláltánc, amely mint népkönyv jelent meg és ponyván árusították. A téma már a száz évvel előtte élt François Villont is foglalkoztatta, de Holbein egyetemes érvényűen ábrázolta drámai hatású grafikáiban. A korszak társadalmi igazságtalanságaival már érlelte a tíz éven keresztül tartó német parasztháborút, s a műből érződik a kor kérdései iránti fogékonyság.
Holbein művészettörténetben betöltött rangját arcképei biztosítják. Már első nagyobb munkáján, Meyer polgármester és felesége arcképén érezhető Holbein festészetének legjellemzőbb vonása, az őszinteség, a valósághű ábrázolás anélkül, hogy a modell ezt sértésnek érezhetné, hiszen a jellem pozitív vonásait éppúgy megörökíti, mint a nem mindig szerencsés külső adottságokat. Egyik legszebb korai portréján barátját, Bonifacius Amerbachot festette meg, olyan kompozíciós megoldásokkal, melyek páratlanok Holbein művei között. A fiatal férfit a szabadban, félprofilban ábrázolja, mintha egy tábla szövegét olvasná, és hogy elkerülje a kép aszimmetriáját, a másik oldalra egy fiatal fa néhány ágát festette, így a kompozíció zárt lett és tökéletes. Míg Jakob Meyer arcképe a rangos polgárt mutatja be, Amerbach portréja a tudóst.
Holbein két korszak határán alkotott, korai kompozícióin még érződik a gótika hatása, de arcképei már a reneszánsz jegyeit hordozzák. Még nem kötötte a polgári ízlés, így szabadon dolgozhatott, alakíthatta ki azt a stílust, amelyet VIII. Henrik udvarában is elfogadtatott.
Oltárképei is az átmenet jellegzetességeit hordozzák magukon, hol a késő gótika, hol a korai reneszánsz kompozíciós jegyeit használva. Kulisszaszerű hátterek éppúgy megfigyelhetőek festményein, mint természethű ábrázolás. Egyik legjelentősebb oltárképe az ún. Oberried-oltár volt, s valószínűleg ehhez tartozhatott predellaként Holbein egyik legmegrázóbb Krisztus-ábrázolása: A halott Krisztus minden idealizálást nélkülöz, nem Isten fiát, hanem egy halálra gyötört embert láthatunk.

A nagykövetek (1533)

Holbein legjellemzőbb sajátossága festői realizmusa, emberismerete, s ezért arcképei sem idealizáltak: valóságos emberek, akiket legegyénibb tulajdonságaikkal ábrázol, s a körülöttük lévő tárgyakkal jelzi elfoglalt helyüket a világban. Ez az alkotó módszer nyilvánul meg az Erasmusról készített portréiban: mindig hasonló öltözékben ábrázolta, s ebből a színfoltból emelkedik ki a tudós sápadt arca, aki éppen ír vagy a kezét egy könyvön nyugtatja.
Első angliai útján festette az első, kimondottan csoportos arcképet, amely nem kötődik vallásos témához. Morus Tamás és családja megörökítése után több ilyen jellegű portrét is készített, például a saját családjáról. Miután másodszor is Angliába érkezett, szinte csak arcképeket festett. A festményein feltűnő tárgyak, a mindennapi használati eszközök vagy szobadíszek vonzó képet adnak korának anyagi kultúrájáról.
A Holbein által készített VIII. Henrik-portrékon a lenyűgöző egyéniségű uralkodót, a szeszélyes, akadályt nem ismerő zsarnokot látjuk, akinek alakja szinte teljesen betölti a vásznat.
A három feleségről készített arcképen három eltérő jellem érvényesül, ami arról vall, hogy a festő előtt nem maradtak rejtve lelki tulajdonságaik. Egyik legszebb női arcmását Dániai Krisztináról készítette, akit VIII. Henrik feleségül akart venni, ezért követséget küldött Brüsszelbe. Holbein is velük utazott, és ekkor festette meg a hölgy dísztelen szépségét.
Sok önarcképet alkotott, az utolsót halála előtt néhány hónappal. Míg kezében egyik legfontosabb munkaeszközét, az irónt tartja, mintha rajzolna, szemeiből a megfáradt ember mindent megértő tekintete sugárzik. Élte és értette korát, s ennek művészi ábrázolása ad magas rangot munkásságának.

## Fő művei

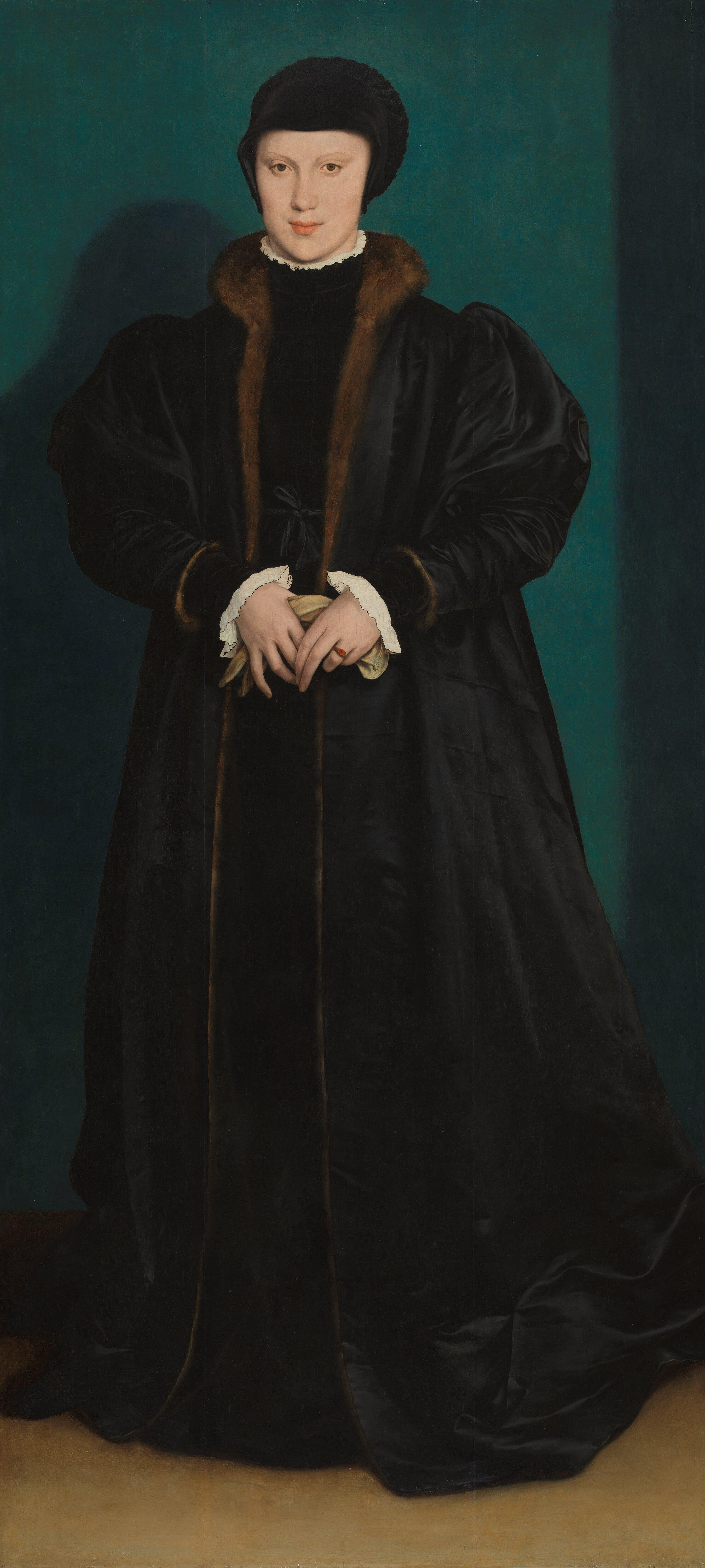
Dániai Krisztina arcképe (1538)

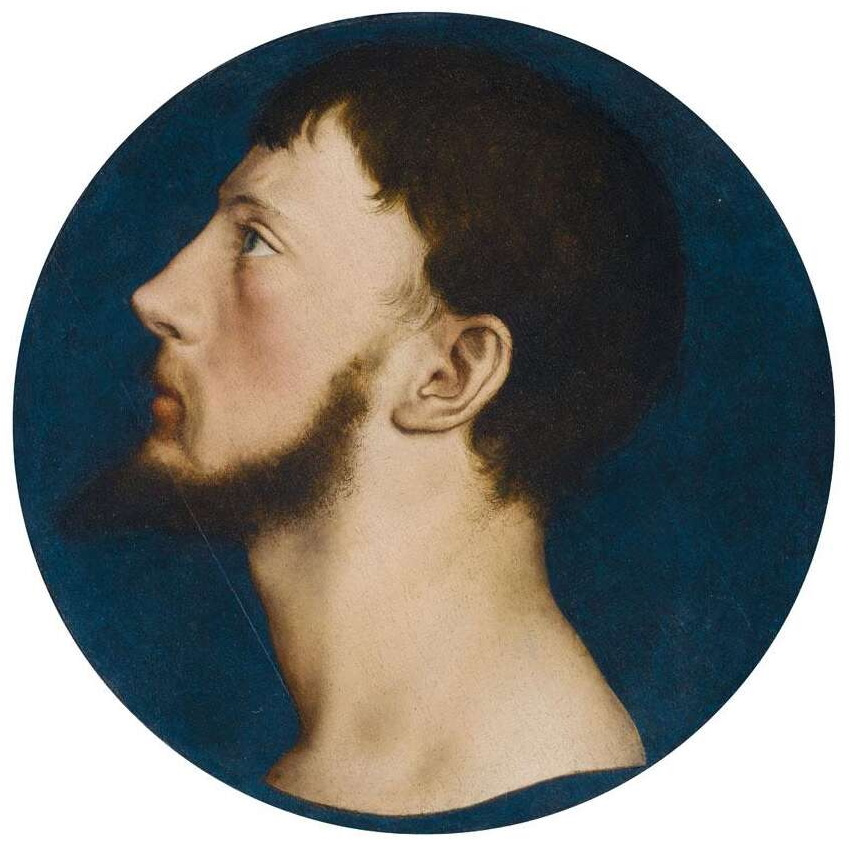
Sir Thomas Wyatt

- Jakob Meyer arcképe, 1516, Bázel, Kunstmuseum, Öffentliche Kunstsammlung
- Dorothea Meyer arcképe, 1516, Bázel, Kunstmuseum, Öffentliche Kunstsammlung
- Bonifacius Amerbach arcképe, 1519, Bázel, Kunstmuseum, Öffentliche Kunstsammlung
- A halott Krisztus, 1521, Bázel, Kunstmuseum, Öffentliche Kunstsammlung
- Rotterdami Erasmus arcképe, 1523, Bázel, Kunstmuseum, Öffentliche Kunstsammlung
- Haláltánc-sorozat, 1524-26, Bázel, Kupferstichkabinett, Öffentliche Kunstsammlung
- Az utolsó vacsora, 1524-25, Bázel, Kunstmuseum, Öffentliche Kunstsammlung
- Vénusz és Ámor, 1524-25, Bázel, Kunstmuseum, Öffentliche Kunstsammlung
- Az Oberried-oltár, 1521-22, Freiburg, Katedrális
- Sir Henry Guildford arcképe, 1527, Windsor, Royal Collection
- Lady Mary Guildford arcképe, 1527, Saint Louis, Saint Louis Art Museum
- William Warham canterburyi püspök arcképe', 1527, Párizs, Louvre
- Sir Thomas More, 1527, New York, Frick Collection
- Sir Thomas Godsalve és fia, John kettős arcképe, 1528, Drezda, Gemäldegalerie
- Nikolaus Kratzer arcképe, 1528, Párizs, Musée du Louvre
- Darmstadti Madonna, 1526 – 1528, Darmstadt, Schlossmuseum
- A művész családja, 1528, Bázel, Öffentliche Kunstsammlung
- Rotterdami Erasmus arcképe, 1530, Párma, Galleria Nazionale
- Jean de Dinteville és Georges de Selve (A nagykövetek), 1533, London, National Gallery
- VIII. Henrik, 1536, Madrid, Thyssen-Bornemisza Múzeum
- VIII Henrik, 1537 után, Liverpool, Walker Art Gallery
- Jane Seymour, 1536, Bécs, Kunsthistorisches Museum
- Anne of Cleves arcképe, 1539 körül, Párizs, Musée du Louvre
- VIII. Henrik arcképe, 1540, Róma, Galleria Nazionale d'Arte Antica
- Catherine Howard, 1540-41, Ohio, Toledo, Toledo Museum of Art
- Dániai Krisztina, Milánó hercegnője, 1538, London, National Gallery,
- Önarckép, 1542-43, Firenze, Galleria degli Uffizi

VIII. Henrik és feleségei
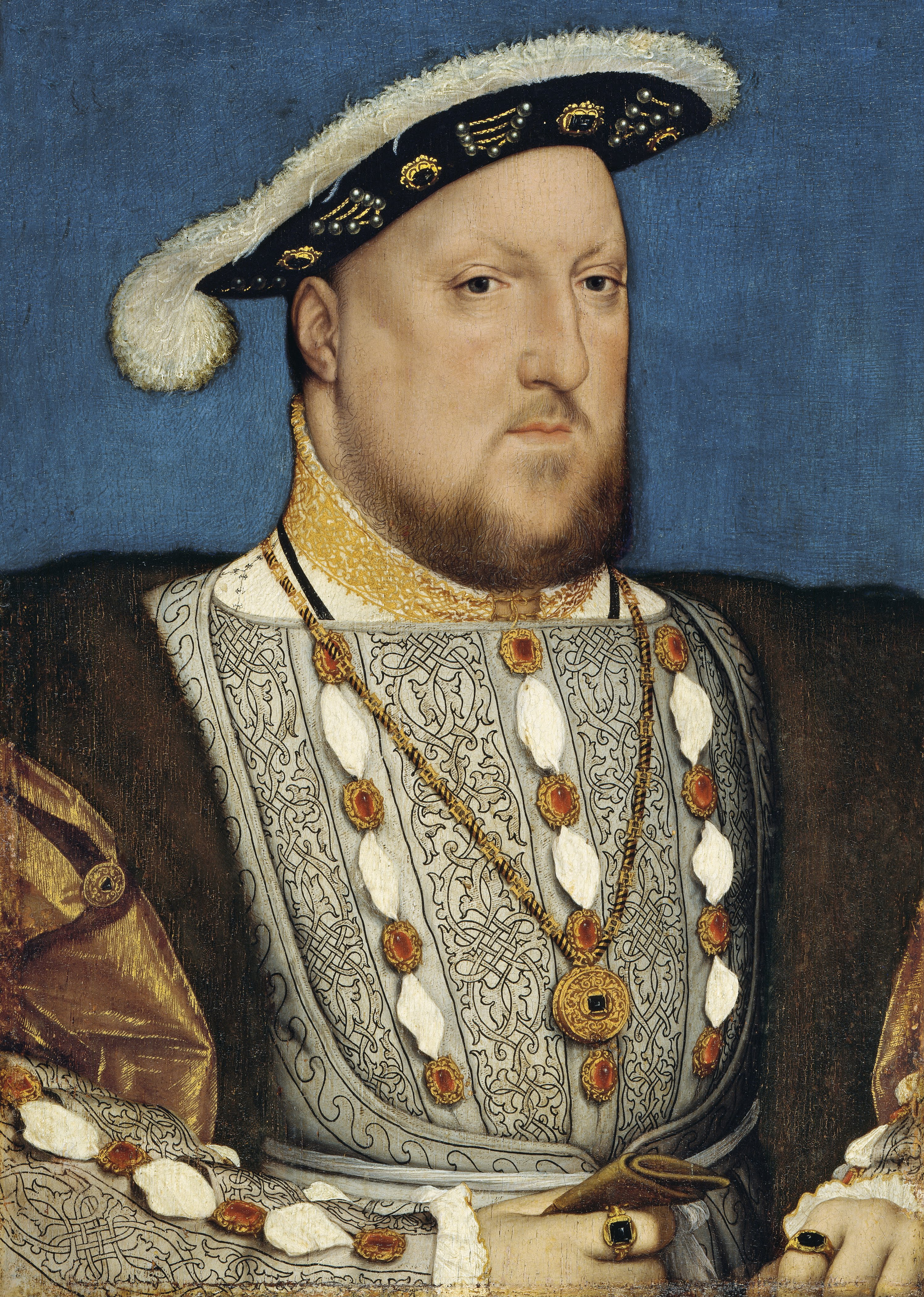
VIII. Henrik,
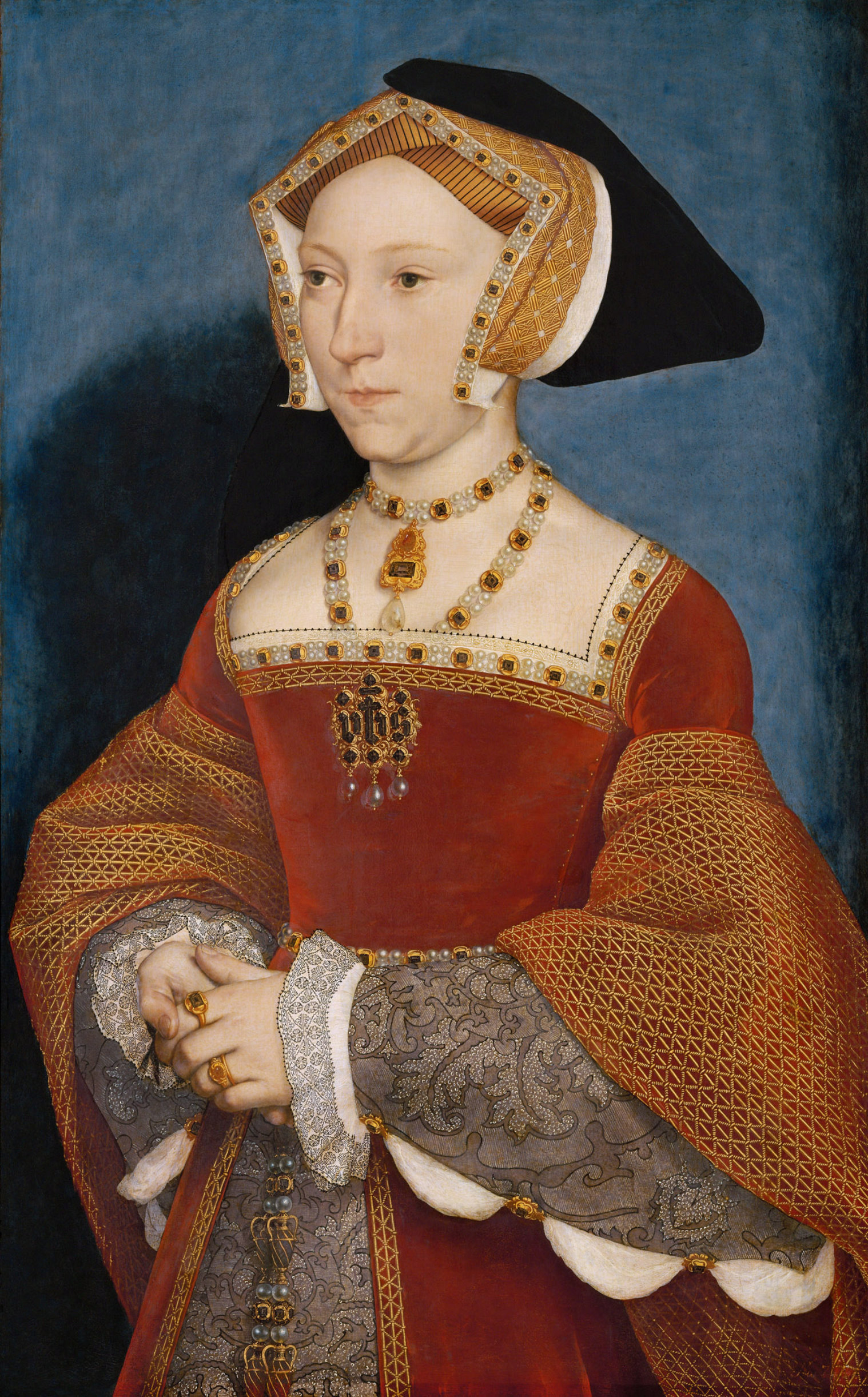
Jane Seymour, VIII. Henrik felesége
Anne of Cleves, VIII. Henrik felesége
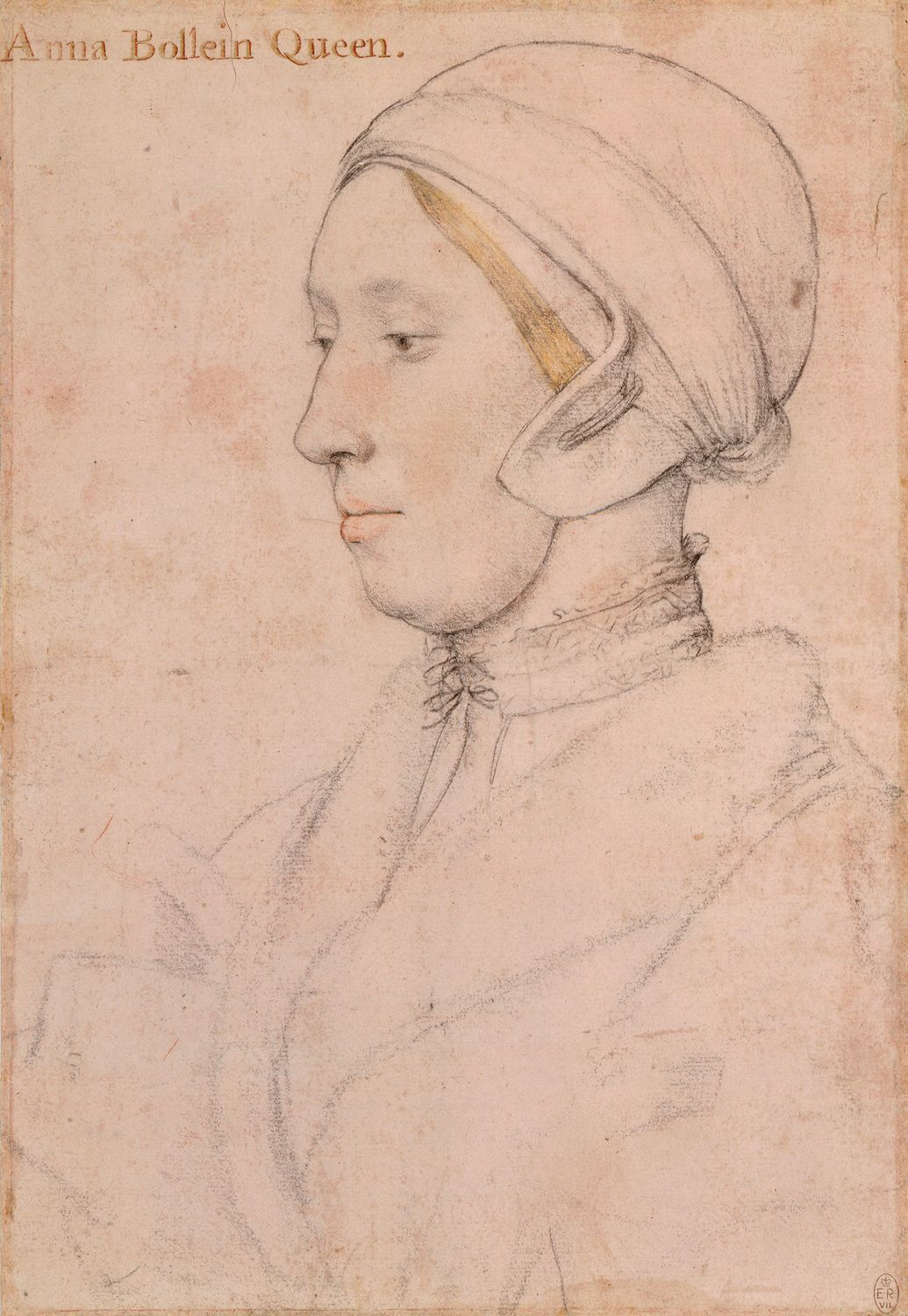
Boleyn Anna, VIII. Henrik felesége

Portrék
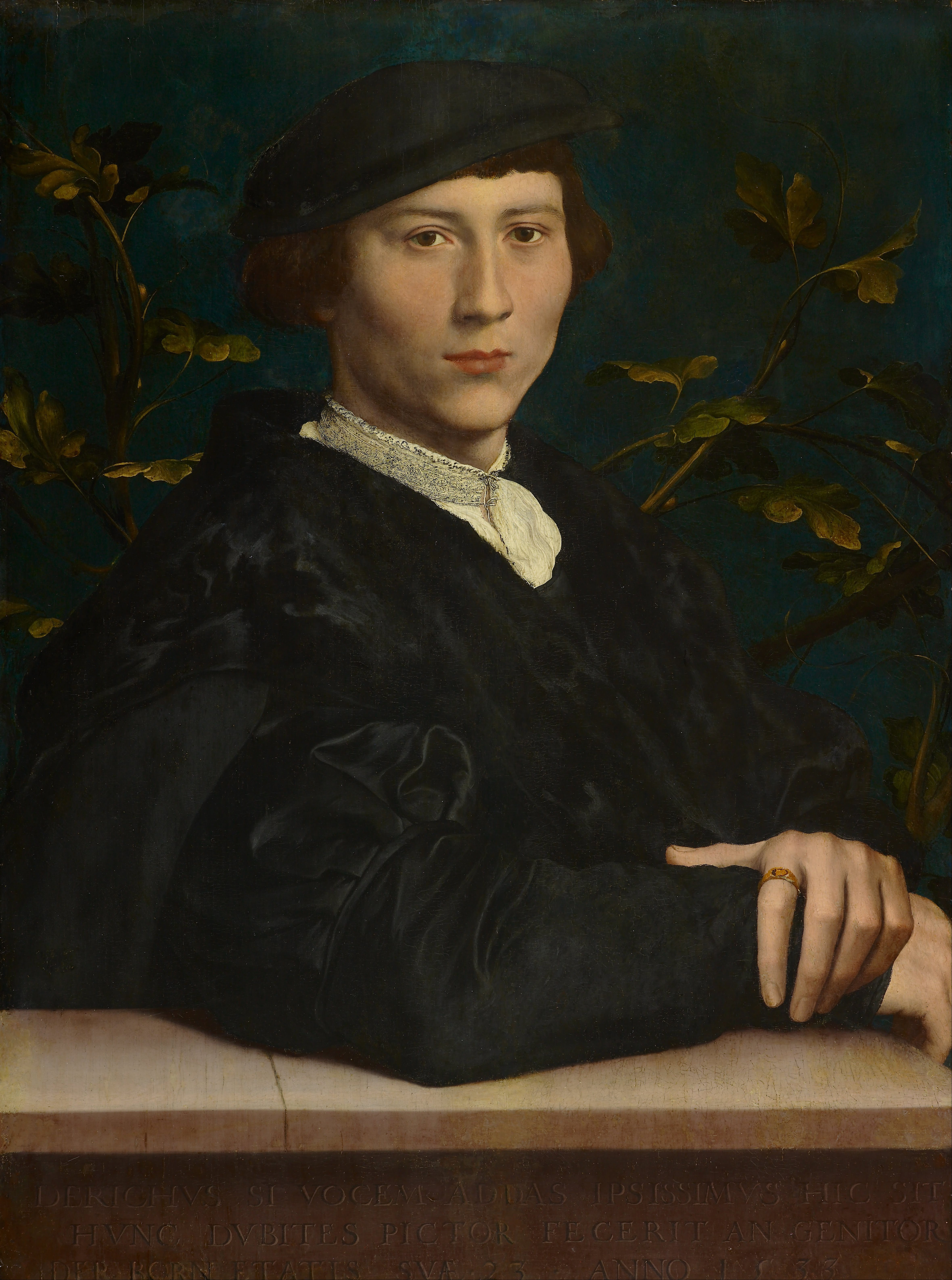
Derich Born (1510?-49)
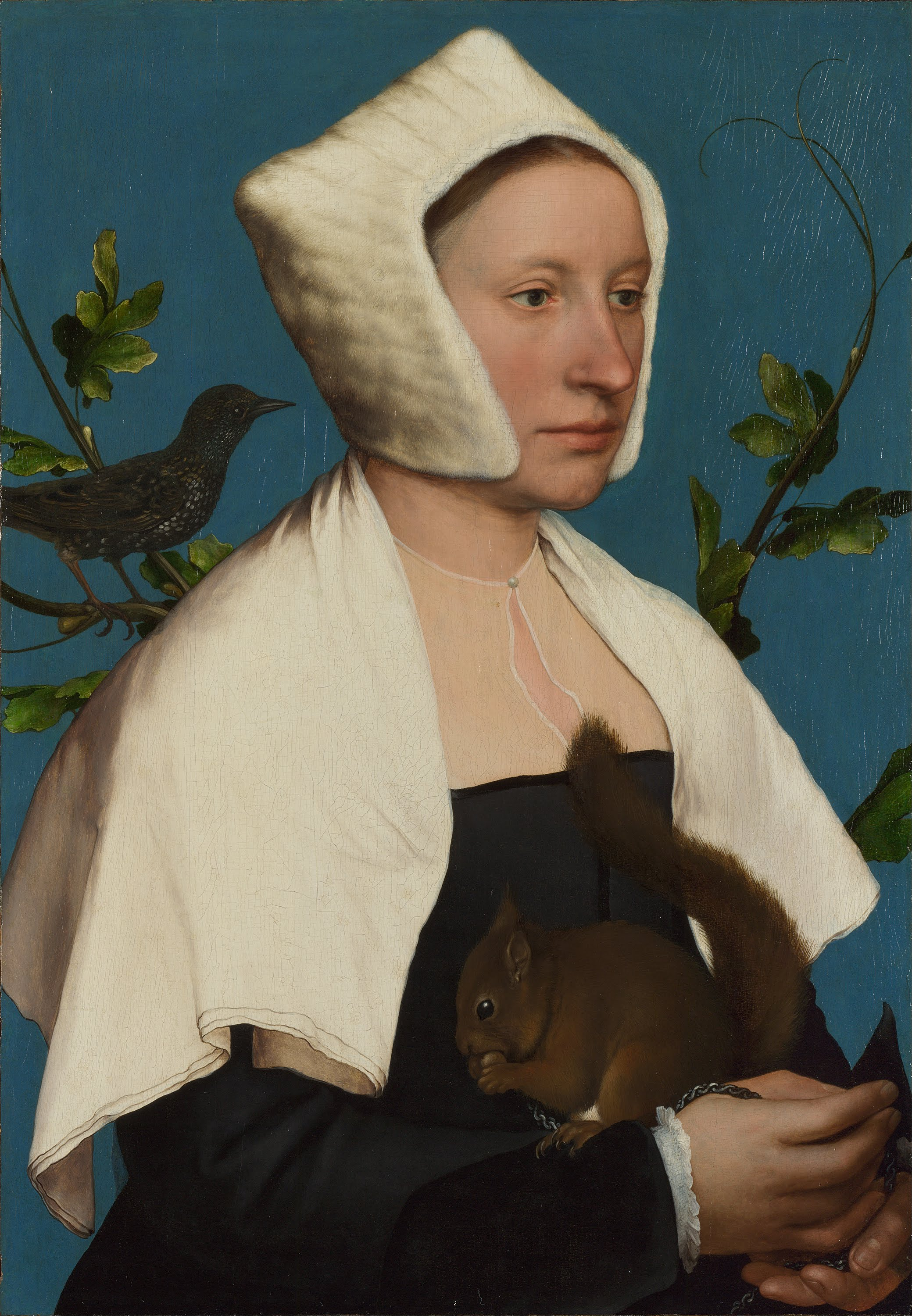
Nő mókussal és seregéllyel (Anne Lovell?)
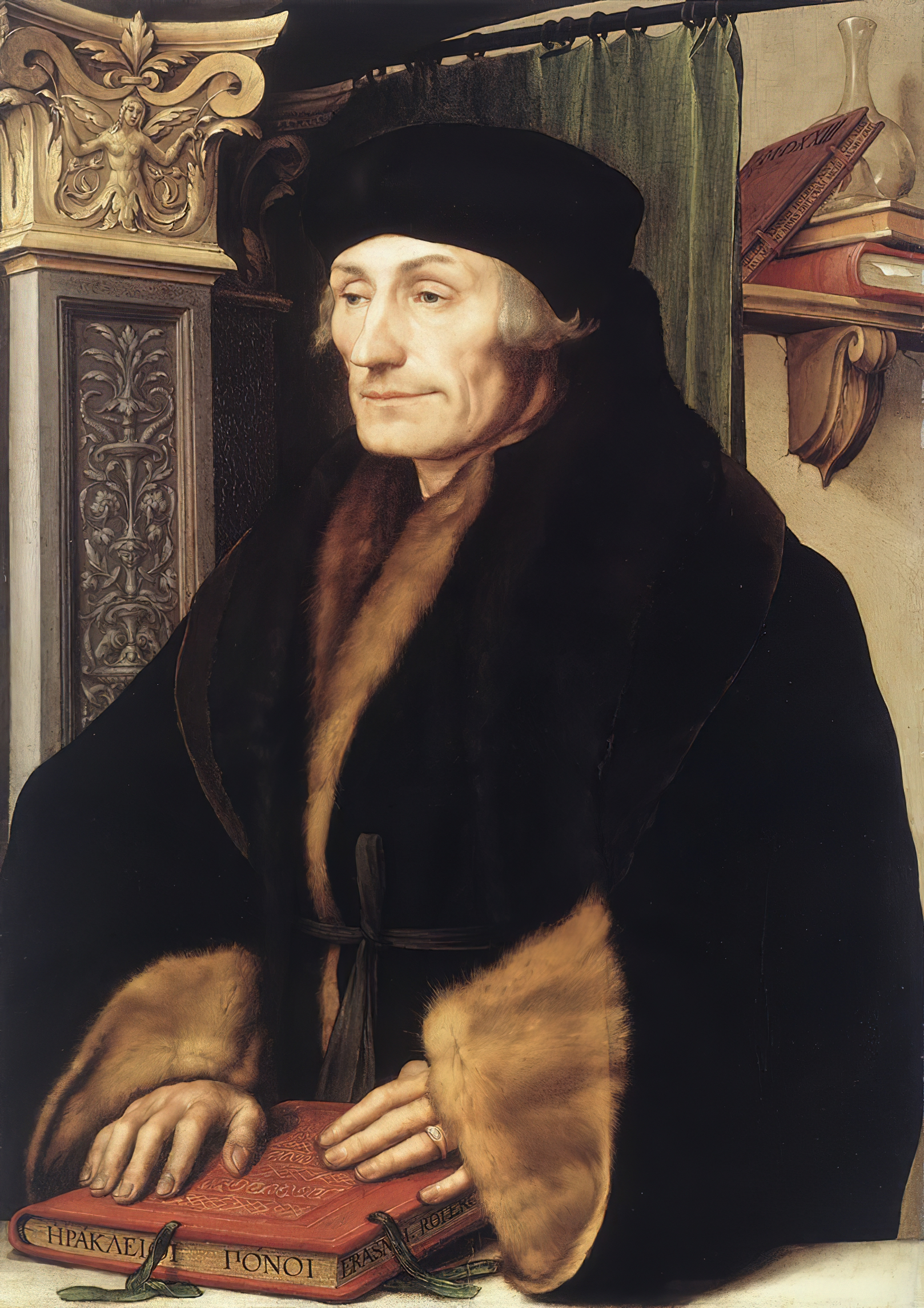
Erasmus
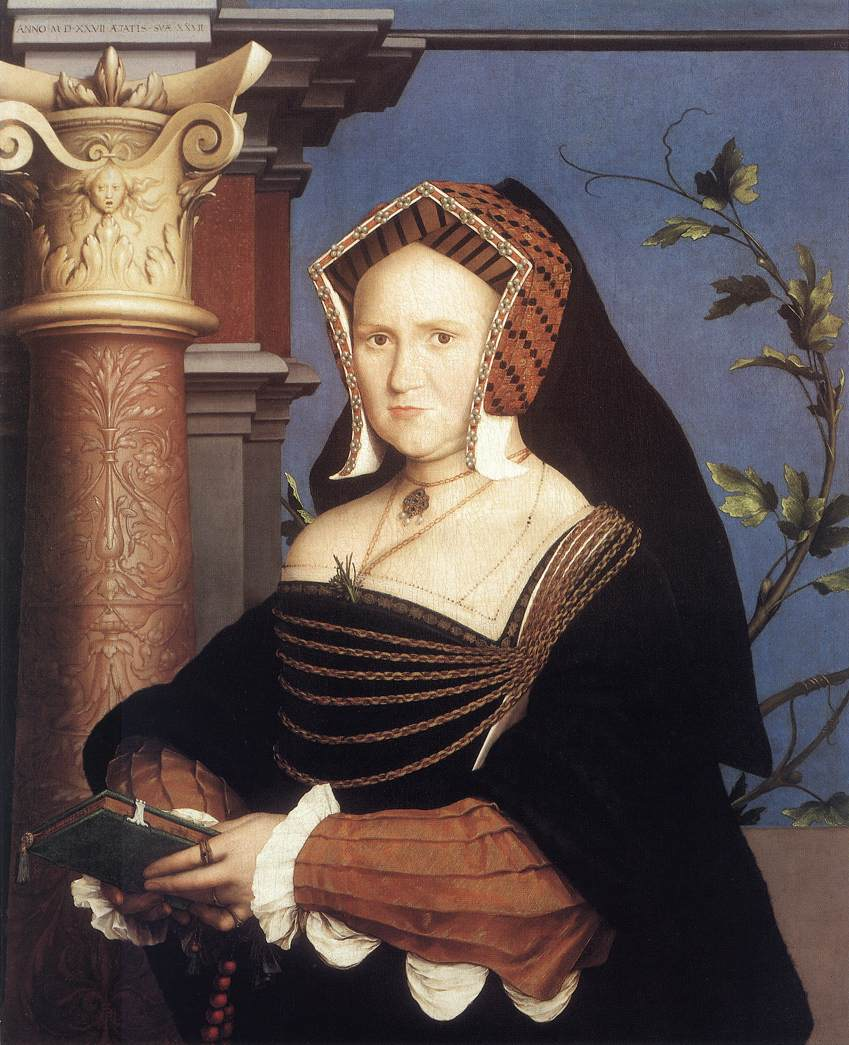
Lady Mary Guildford
Morus Tamás
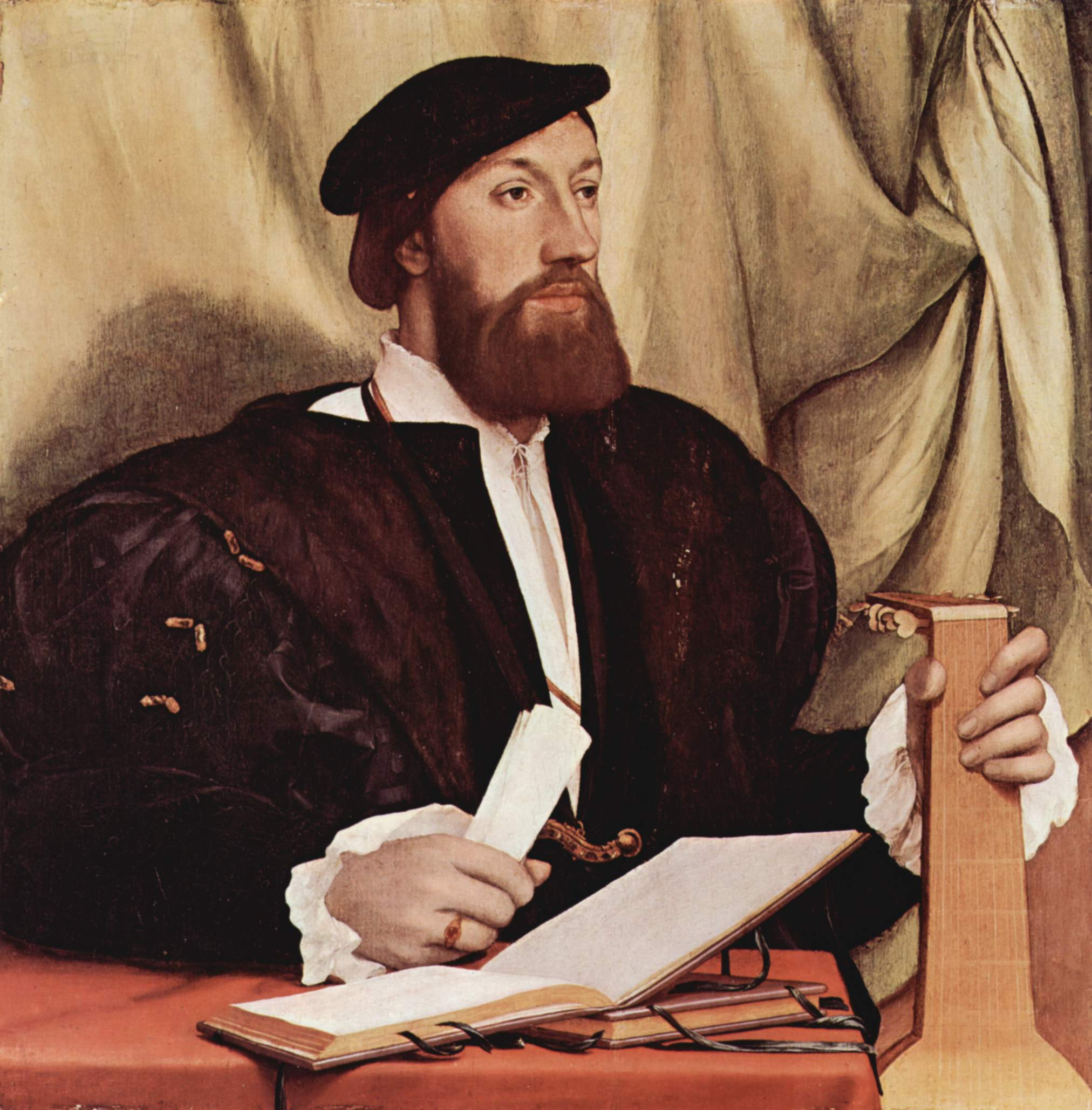
Ismeretlen férfi
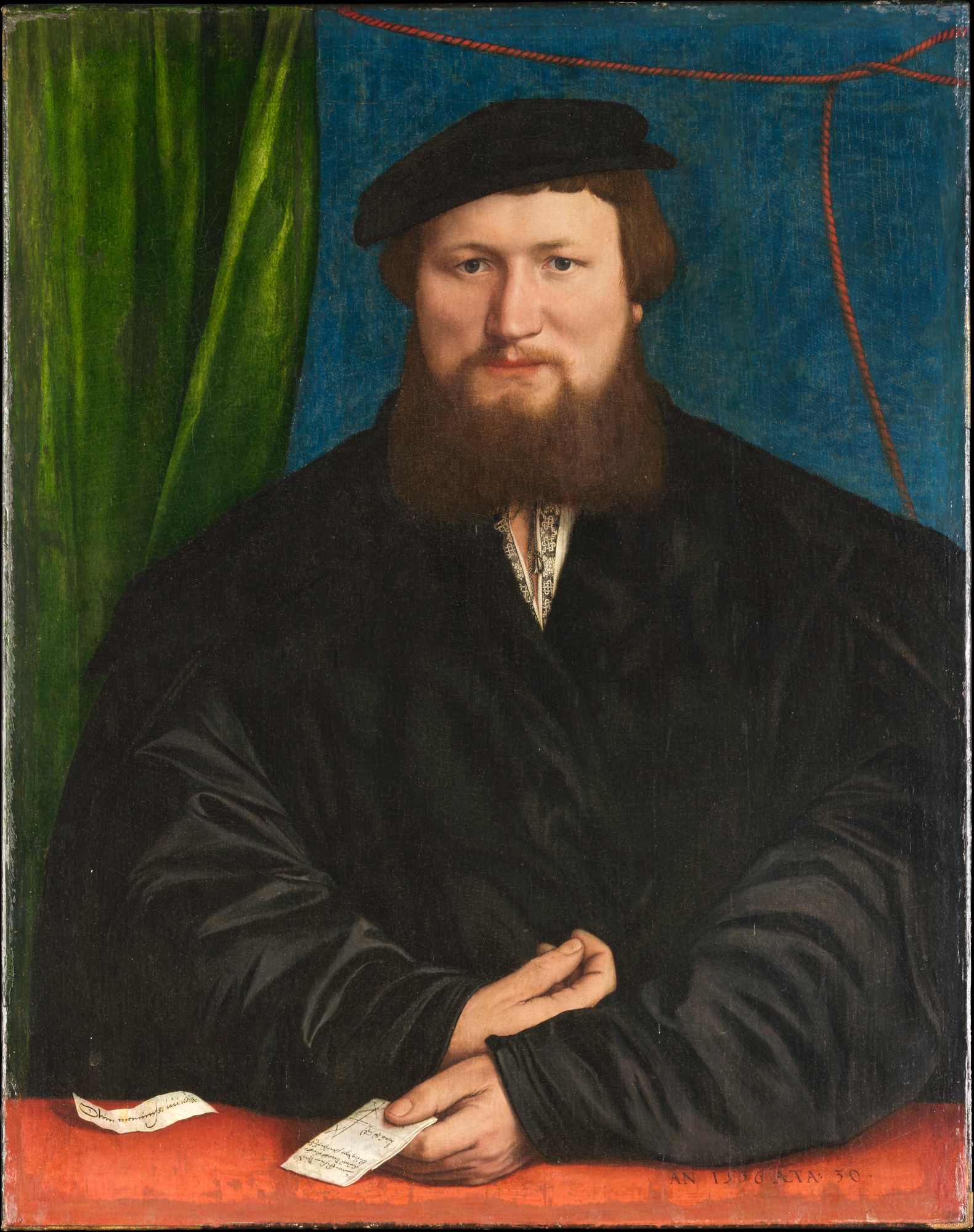
Derich Berck
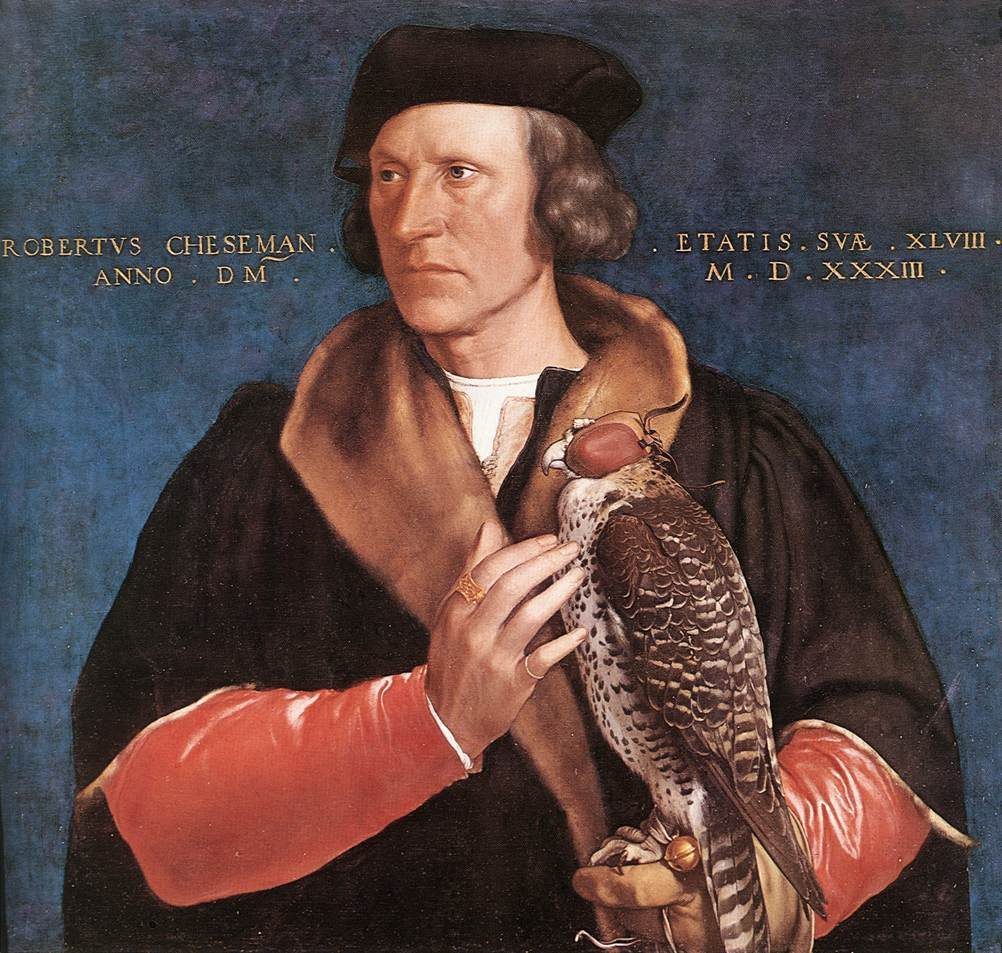
Robert Cheseman
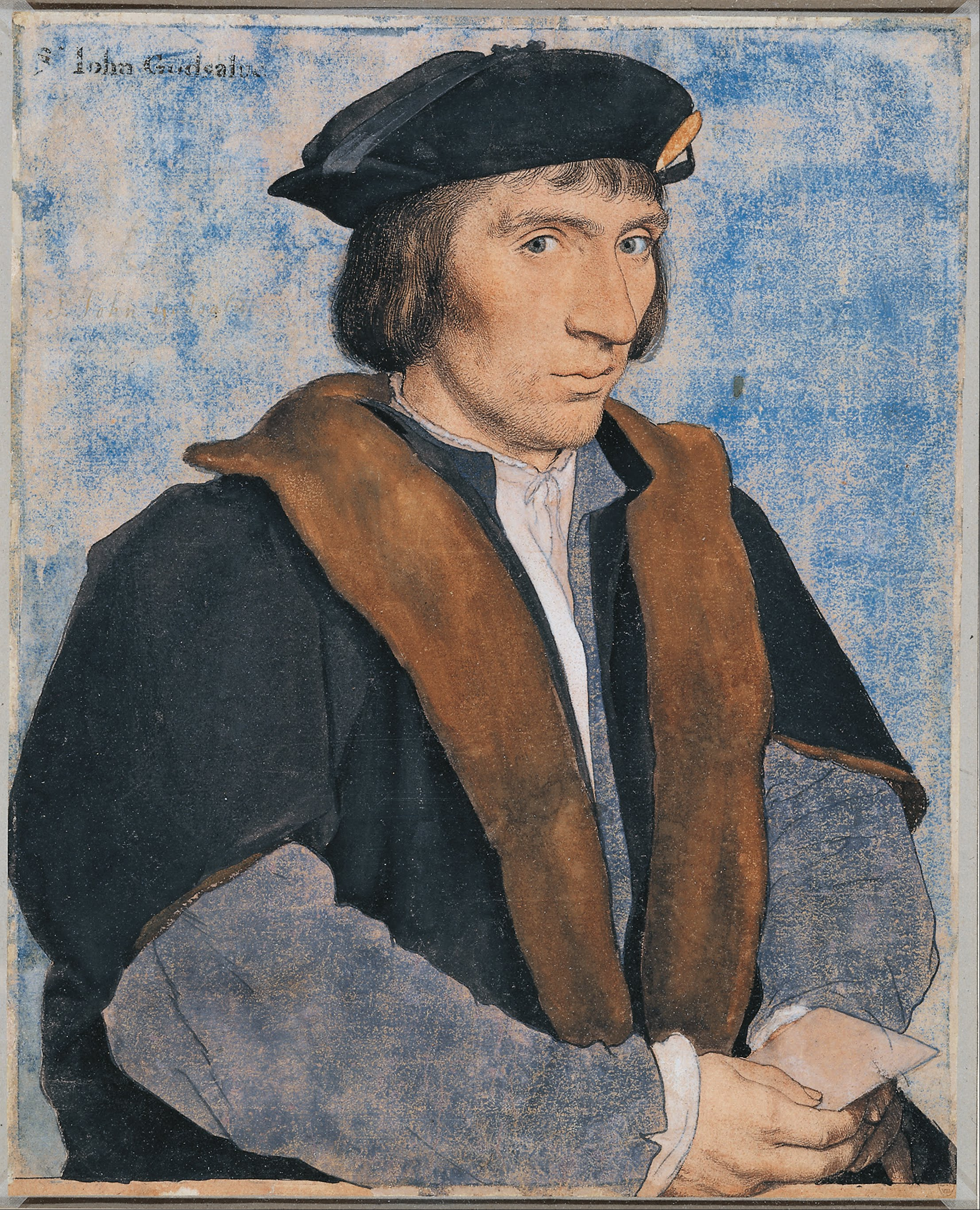
Sir John Godsalve
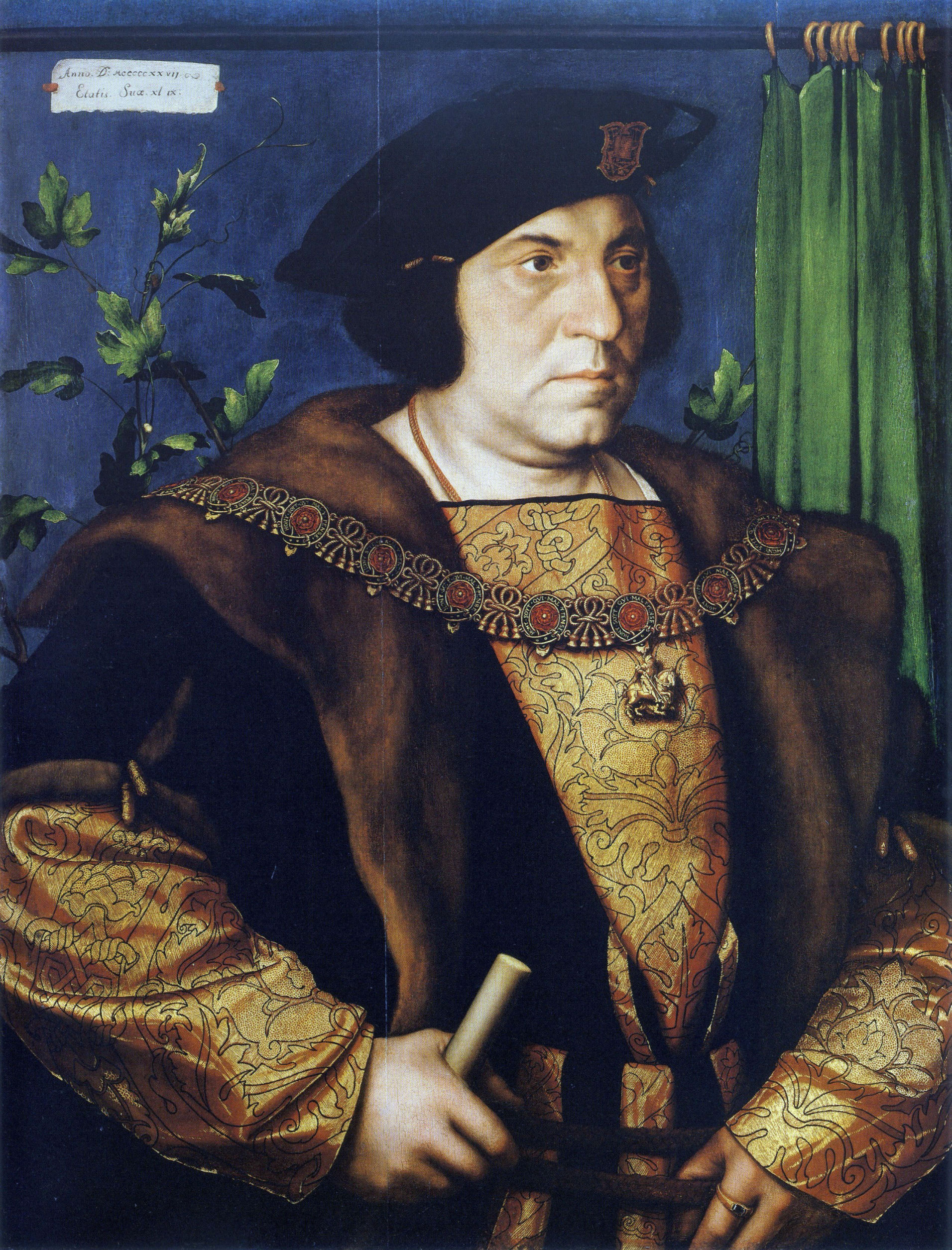
Sir Henry Guildford
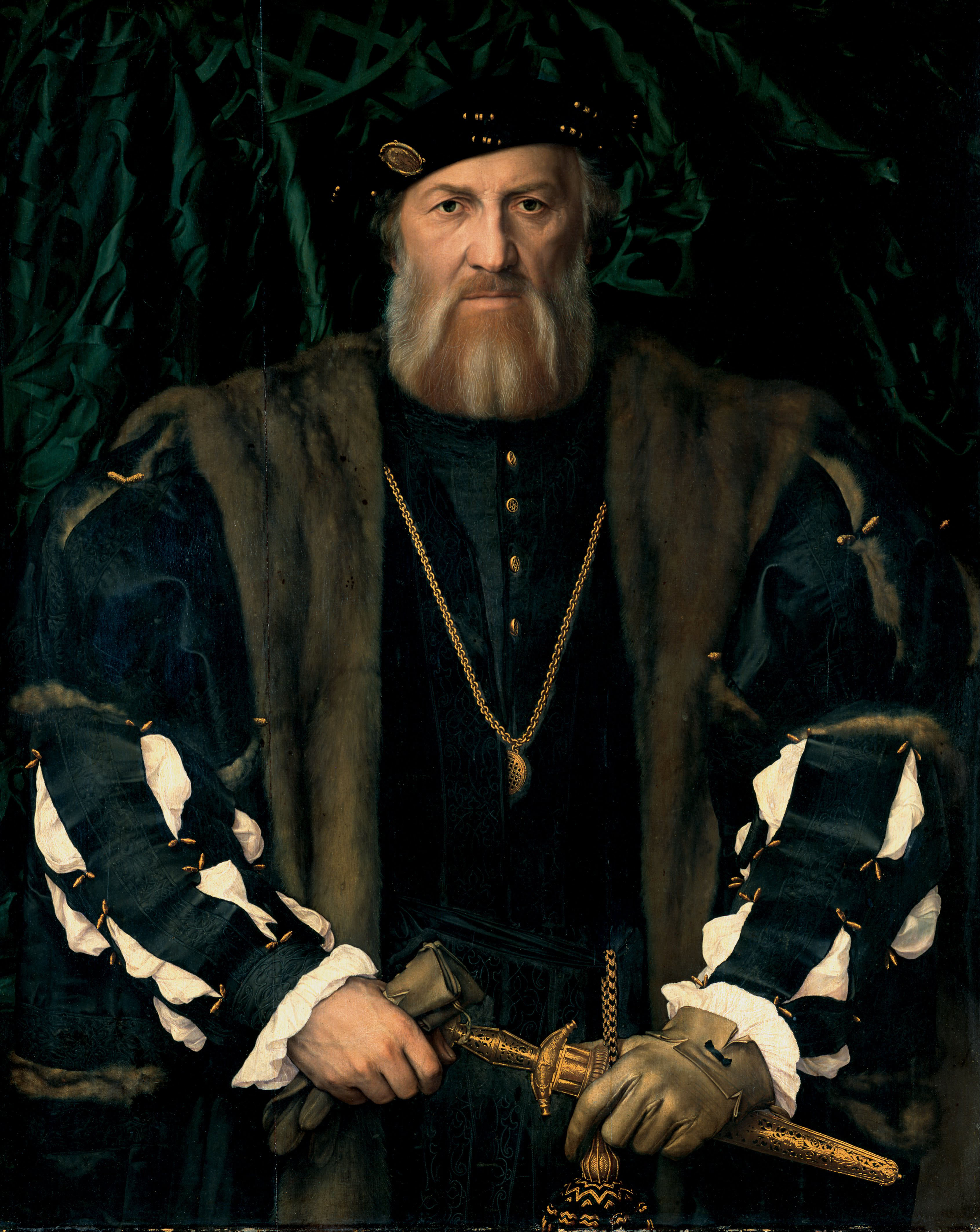
Charles de Solier, Sieur de Morette (1534-1535)
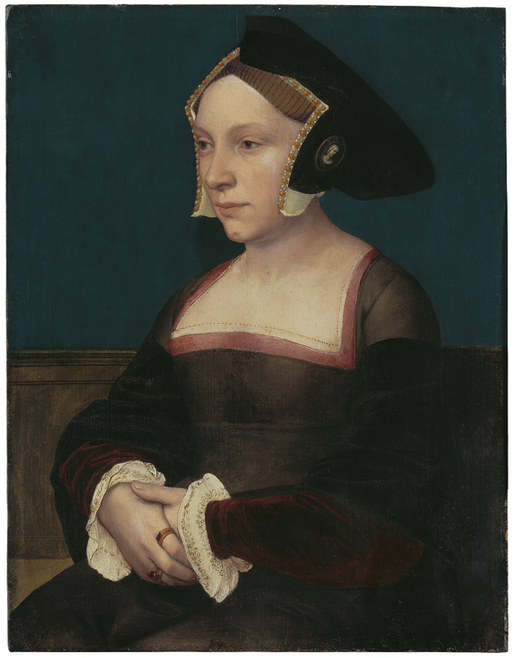
Angol hölgy, (ismeretlen)

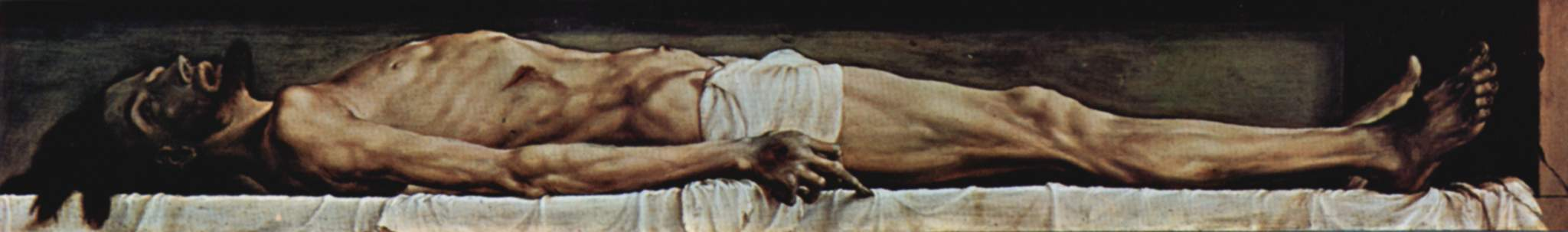
A halott Krisztus (1521-22)

## Szerepe az irodalomban
Erich Kästner német író 1936-ban megjelent Az eltűnt miniatűr című könyvében a cselekmény Holbein egyik festménye körül zajlik, mely Boleyn Anna angol királynét ábrázolja.

## Festményei német bankjegyeken
Hans Holbein festményei szerepeltek a német jegybank, a Reichsbank (Birodalmi Bank) egyes hiperinflációs címletein 1923 előtt, majd az új stabil, értékálló német valuta, a birodalmi márka 1924-es sorozatának valamennyi címletén, így a 10, a 20, az 50, a 100 és az 1000 birodalmi márkáson is.

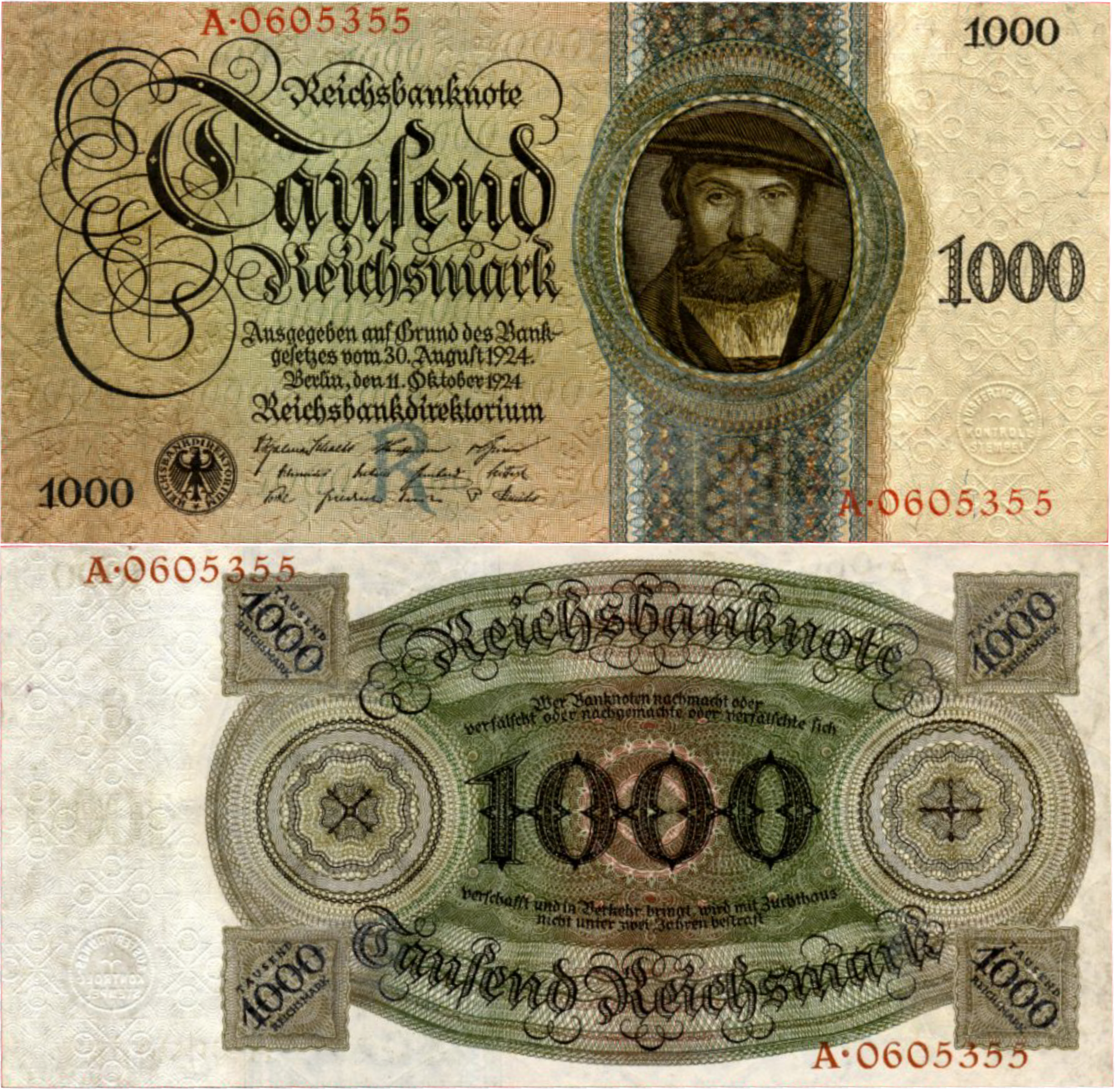
A Reichsbank 1924-es sorozatú 1000 birodalmi márkás bankjegye. A portré Hans Holbein Wedigh patríiust ábrázoló festménye alapján készült.